# Niet-coderend DNA

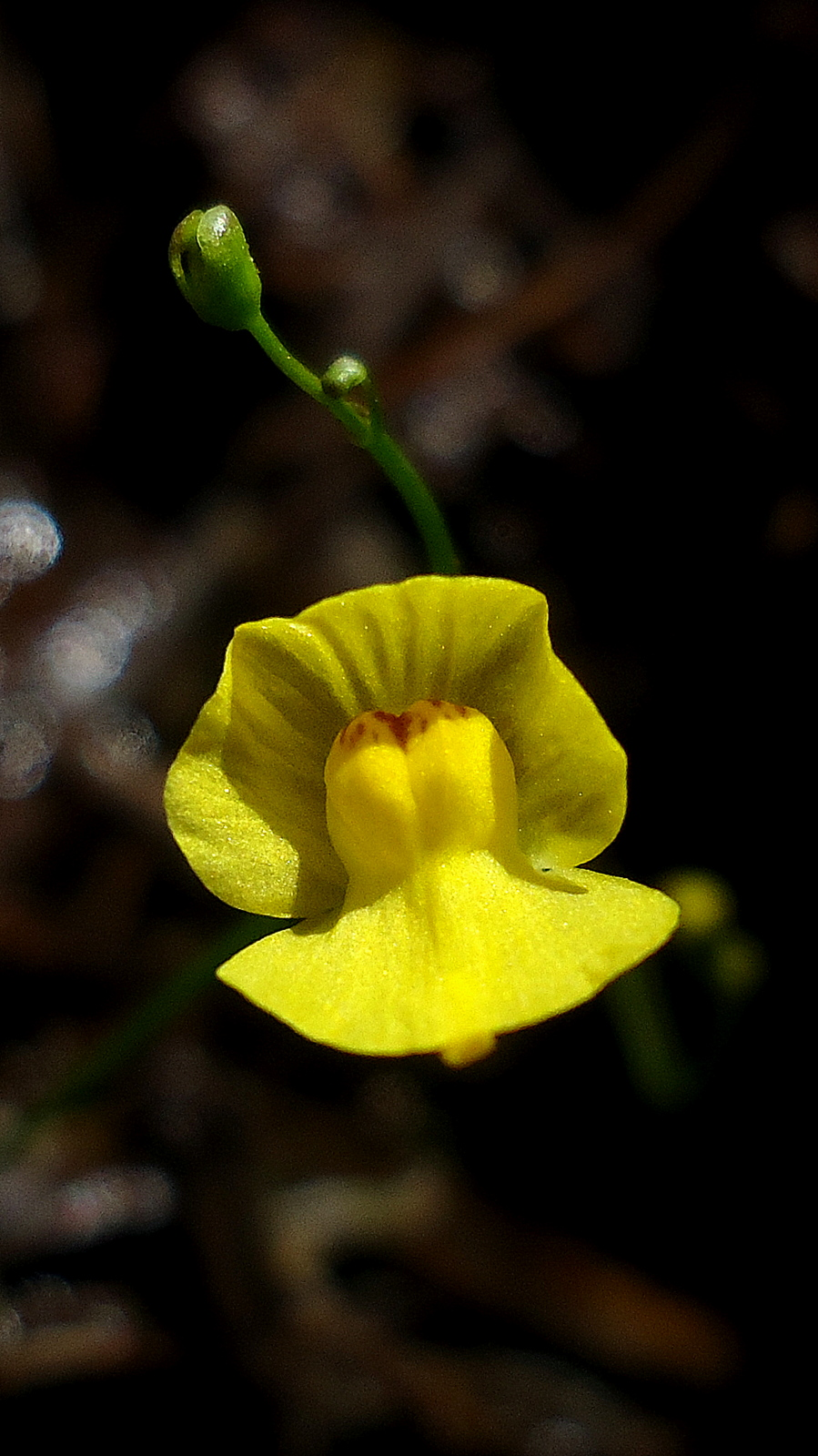
Utricularia gibba heeft slechts 3% niet-coderend DNA.

Niet-coderend DNA bestaat uit componenten van DNA die geen eiwit coderen.

## Aandeel niet-coderend DNA in het genoom
De hoeveelheid niet-coderend DNA in het genoom verschilt sterk tussen de organismen. Het menselijk genoom bevat ruim 98% niet-coderend DNA, terwijl Utricularia gibba van de blaasjeskruidfamilie maar 3% niet-coderend DNA heeft. Van Polychaos dubium bevat het genoom meer dan 200 keer zoveel niet-coderend DNA als het menselijk genoom en het genoom van Takifugu rubripes bevat ongeveer 90% niet-coderend DNA.
Bij de eukaryoten bestaat in het algemeen het grootste deel van het genoom uit niet-coderend DNA. Het genoom van prokaryoten heeft 5 tot 20% niet-coderend DNA. De grootste verschillen in de grootte van het genoom tussen organismen berusten op de verschillende hoeveelheden niet-coderend DNA.
Delen van het niet-coderende DNA bij Utricularia gibba worden bij de plant verwijderd door deleties, waardoor deze weinig niet-coderend DNA heeft.

## Functies van niet-coderend DNA
Sommige stukken niet-coderende DNA vormen niet-coderend RNA, zoals transfer-RNA, ribosomaal RNA en regulerende RNA's tijdens de transcriptie. Ze zijn onder andere ook bij centromeren en telomeren betrokken. Verder komen er pseudogenen als niet-coderend DNA voor. Dit zijn kopieën van genen die door mutatie niet meer functioneel zijn. In het kader van de evolutietheorie zijn ze het uitgangsmateriaal voor nieuwe genen met nieuwe eigenschappen. Dit niet-coderende DNA wordt ook wel junk-DNA genoemd, daterend van toen nog werd gedacht dat dit DNA geen functie had.
Onderzoekers hebben begin 21e eeuw hebben moleculaire stoptekens, klokken, schakelaars en versterkers in het niet-coderende DNA ontdekt. Deze reguleren wanneer en hoe de eiwitten, die in het coderende DNA worden gespecificeerd, moeten worden gebruikt. Ze baseerden zich daarbij op een aspecifieke binding van transcriptiefactoren, wat door sommige critici werd beschouwd als transcriptionele 'ruis'.
Gebleken is dat kleine verschillen in het niet-coderende DNA leiden tot grote verschillen in het uiterlijk van organismen die met dezelfde eiwitten zijn gemaakt. Hiermee lijken (delen) van het junk-DNA belangrijk te zijn voor de wijze waarop de geproduceerde eiwitten verwerkt worden in de cel. Het werd in 2012 duidelijk dat het meeste junk-DNA wel degelijk belangrijke functies heeft en zelfs essentieel is voor een goed functioneren van de processen in de cel.
Tot het niet-coderend DNA behoren verder:
- Cis-elementen: enhancer en silencer
- Intron
- Springend gen
- Operator
- Promotor
- Insulator